# 时间数字转换器
時間數字轉換器是在电子仪器仪表或信号处理当中将模拟信号转换成以时间表示的数字信号的儀器。时间数字转换器输出了每一个脉冲与所设起始点相比被记录下来的时间。时间数字转换器一般用于测量时间间隔在1纳秒到皮秒的范围时的应用。